# Derick Heathcoat-Amory, Tử tước Amory thứ 1
Derick Heathcoat-Amory, Tử tước Amory thứ nhất, KG, GCMG, TD, PC, DL, OD (/ˈeɪməri/ AY-mər-ee; 26 tháng 12 năm 1899 – 20 tháng 1 năm 1981) là một chính khách đảng Bảo thủ người Anh và là nghị sĩ Viện Thứ dân.
Ông từng là Bộ trưởng Tài chính từ năm 1958 đến năm 1960, và sau đó là Hiệu trưởng của Đại học Exeter từ năm 1972 cho đến khi ông qua đời vào năm 1981.

## Đời tư
Heathcoat-Amory là một thủy thủ tài giỏi, ông đưa du thuyền của mình lên sông Thames để đưa ông đi sau khi thực hiện bài phát biểu về Ngân sách khi còn là Bộ trưởng Tài chính. Hiệp hội Thuyền buồm Dịch vụ Dân sự tiếp tục trao giải Heathcoat Amory Trophy hàng năm (do Tử tước Amory trao tặng) cho những thành tích chèo thuyền xuất sắc.
Năm 1972, Lord Amory kế vị anh trai mình trong gia tộc nam tước của gia đình; ông qua đời khi chưa lập gia đình vào tháng 1 năm 1981, ở tuổi 81. Tước hiệu Tử tước chấm dứt sau khi ông qua đời và em trai ông kế vị ông là Sir William Heathcoat-Amory, Nam tước thứ 5, DSO.
Heathcoat-Amory gây bất ngờ khi từ chức chính phủ và từ chức ghế Viện Thứ dân ngay sau cuộc bầu cử năm 1959. Người ta cho rằng sự nghỉ hưu đột ngột này là do một nhà báo của tờ Daily Express, Bob Edwards, đã nắm được chi tiết bất thường về bữa tiệc với những cậu bé teddy tại Margate' có sự tham dự của Heathcoat-Amory.

## Danh dự quốc gia
- - KG
- - Bt
- - GCMG
- - TD